# برونهارتسهاوزن
برونهارتسهاوزن (به آلمانی: Brunnhartshausen) یک شهر در آلمان است که در وارتبورگکرایس واقع شده‌است. برونهارتسهاوزن ۴۱۰ نفر جمعیت دارد.